# 로베르트 레이헬
로베르트 레이헬(체코어: Robert Reichel, 독일어: Robert Reichel 로베르트 라이헬[*], 1971년 6월 25일 ~ )은 체코의 아이스하키 선수, 지도자로 포지션은 센터이다. 체코슬로바키아 1부 아이스하키 리그의 HC 리트비노프에서 선수 생활을 시작했으며, 1989-90 시즌에 기록한 49골은 체코슬로바키아 리그 역사상 두번째로 많은 시즌 당 골 기록이다. 그는 내셔널 하키 리그(NHL)에서 총 11시즌 동안 활동하며, 캘거리 플레임스, 뉴욕 아일런더스, 피닉스 카이오티스, 토론토 메이플리프스 소속으로 뛰었다. 11시즌 동안 NHL에서 총 1395경기를 뛰었고, 1996년, 1999년, 2003년 NHL 올스타전에 참가했다. 이 외에 도이체 아이스하키 리가(DEL)의 프랑크푸르트 라이언스 소속으로 활동했으며, 2010년에 HC 리트비노프에서 선수 생활을 마감했으며, 팀의 주장을 맡기도 했다.
국제 대회에서는 체코슬로바키아와 그 후신인 체코 소속으로 참가했다. 세계 선수권 대회, 세계 주니어 선수권 대회, 유럽 주니어 선수권 대회에서 올스타로 선정되었으며, 캐나다컵과 아이스하키 월드컵에도 참가하였다. 올림픽에는 2번 출전했으며, 금메달을 획득한 1998년 동계 올림픽 준결승전에서는 양팀 선수 중 유일하게 슛아웃을 성공하여 캐나다를 제압하고 승리에 기여했다.